# Pachira aquatica
Pachira aquatica (Syn.: Bombax macrocarpum (Schltdl. & Cham.) K. Schum., Carolinea macrocarpa Cham. & Schltdl., Pachira macrocarpa (Cham. & Schltdl.) Walp.), deutsch auch Wilder Kakaobaum, Guyana- oder Malabarkastanie oder Glückskastanie und Wasserkastanie, in Mitteleuropa meist einfach „Pachira“ genannt. Die Heimat der Art ist in Mittelamerika von Mexiko bis ins nördliche Brasilien. In frostgefährdeten Gebieten ist die Zierpflanze Pachira nur als Topfpflanze im Innenraum oder Gewächshaus zu kultivieren.

## Pflanzenbeschreibung

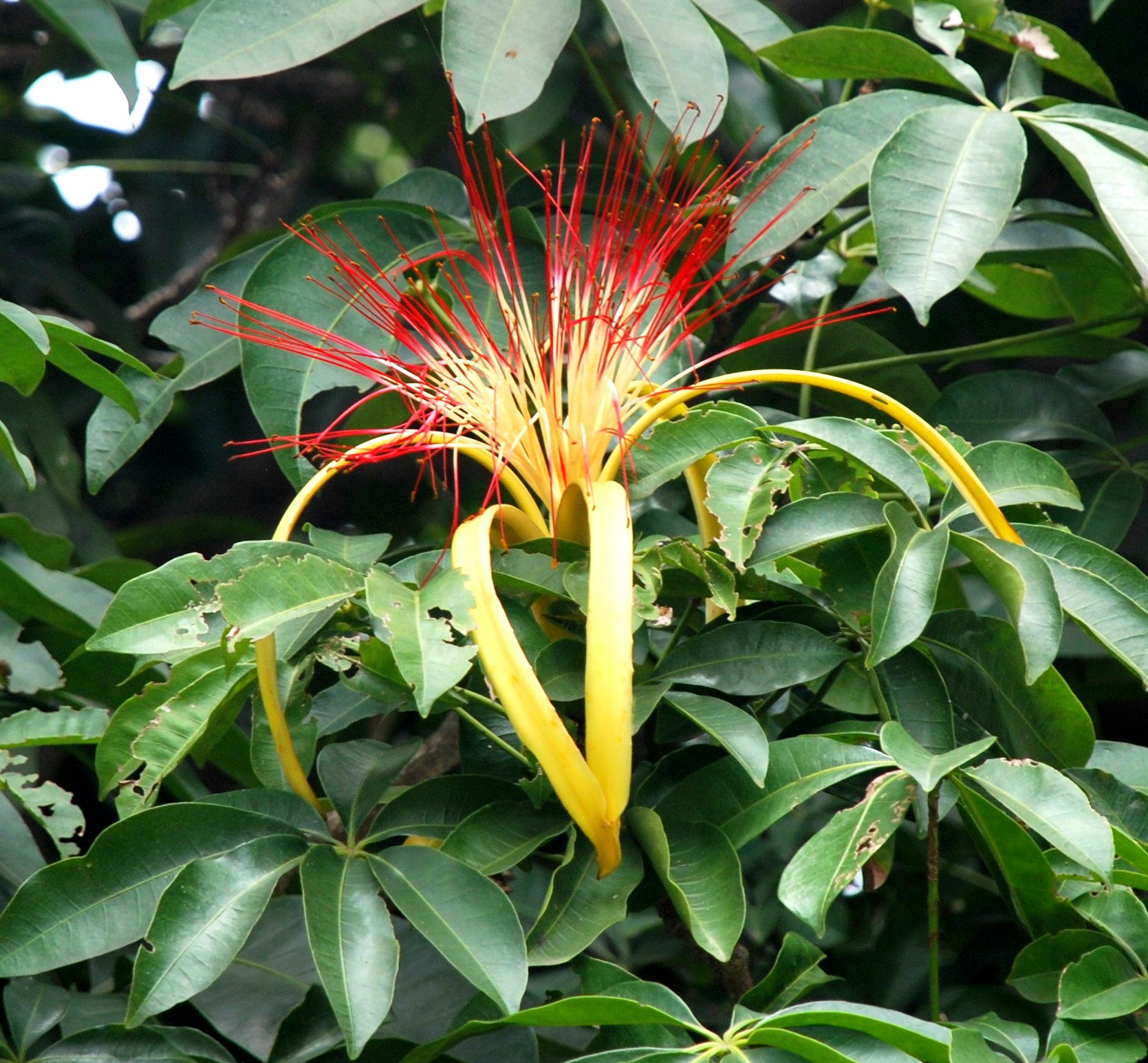
Blüte und Blätter von Pachira aquatica

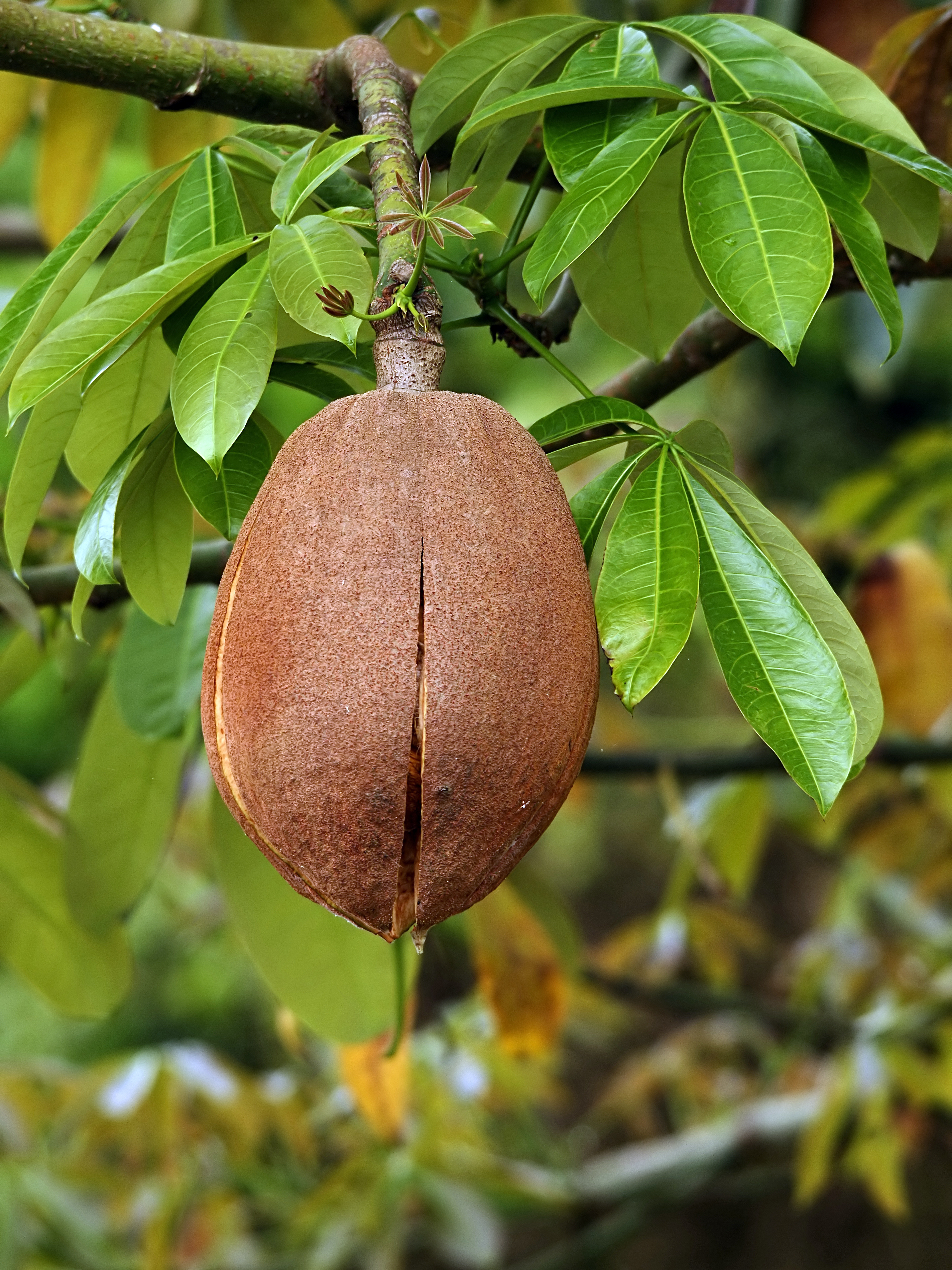
Frucht von Pachira aquatica

Der immergrüne Laubbaum erreicht im Freien Wuchshöhen von 4 bis 20 Metern. Er bildet einen leicht verdickten Stammfuß mit kleineren Wurzelanläufen oder Brettwurzeln aus, der auch als Wasserspeicher dient. Die relativ glatte Borke ist braun bis grau und leicht rissig, junge Zweige sind kräftig grün. Am heimischen Standort bildet Pachira aquatica eine breite Krone aus. 
Die wechselständigen und langgestielten, zusammengesetzt handförmigen, leicht ledrigen Laubblätter sind an den Zweigenden angeordnet. Der Blattstiel ist bis 24 cm lang. Die Blätter sind kräftig grün und glänzend und bestehen aus bis zu neun ganzrandigen Fiederblättchen (Fingern). Die meist kahlen, kurz gestielten Blättchen sind bis 20–28 cm lang und abgerundet bis rundspitzig, bespitzt oder zugespitzt. Sie sind lanzettlich bis eilanzettlich oder verkehrt-eiförmig, mit einer hellen Mittelader. Es sind abfallende Nebenblätter vorhanden.
Die grünlich-gelben oder cremefarbenen, zwittrigen und sehr großen, kurz und dickgestielten Blüten mit doppelter Blütenhülle sehen Rasierpinseln ähnlich, durch die vielen langen, an der Spitze roten Staubblätter. Der Bau der endständig und einzeln oder zu zweit oder zu dritt erscheinenden Blüten lässt vermuten, dass Fledertiere die Bestäuber sind. Der bis etwa 2 cm lange, außen feinhaarige, grün-braune und verwachsene Kelch ist stumpf und becherförmig, die 5 schmalen und länglichen Petalen sind bis 18–30 cm lang und in der oberen Hälfte zurückgelegt. Die etwa 180–250 Staubblätter mit weiß-rötlichen Staubfäden und länglichen Antheren sind etwa im unteren Drittel engröhrig verwachsen und oberseits büschelig. Der fünfkammerige Fruchtknoten ist oberständig mit einem langen Griffel mit geteilter, kurz gelappter Narbe.
Die großen, braunen, holzigen und bis 20–30 cm langen, rauen, eiförmigen Kapselfrüchte haben einen Durchmesser von etwa 10–15 cm und enthalten 10–25 Samen. Die Früchte wiegen bis etwa 1–1,5 kg. Die rundlichen Samen sind etwa 2–3 cm groß und bräunlich, sie liegen in einem schwammigen und fibrösen Perikarp. 
Bei als Zimmerpflanze angebotenen Pflanzen handelt es sich häufig um Pachira glabra.

## Boden
Die Pachira gedeiht sowohl in üblicher Blumenerde als auch in Hydrokultur. Eine Spielart aus Hawaii ist dabei die Zucht in einem Lavastein als Bonsai. Die Pflanze wächst in dem Fall nur äußerst langsam. Dafür wird ein daumengroßes Loch in einen porösen Lavastein gebohrt und die Pachira hineingesetzt. Die Wurzeln bahnen ihren Weg durch den Lavastein und sprengen ihn schließlich.

## Pflege
Die Pachira mag viel Licht, verträgt jedoch auch zeitweise Halbschatten, bei Raumtemperaturen zwischen 12 °C und 25 °C.
Die Pflanze bevorzugt das Austrocknen zwischen den Gießgängen. Die beste Haltbarkeit lässt sich erzielen, wenn sie eher trocken gehalten wird. Besonders im Winterhalbjahr ist darauf zu achten, nicht zu reichlich zu gießen. Trockene Heizungsluft ist zu vermeiden, am besten besprüht man sie täglich, sonst kann sie mit Blattwurf reagieren. Im ersten Jahr sollte die Pflanze nicht gedüngt werden. Danach kann im Sommer alle 2–3 Wochen beim Gießen etwas Dünger zugesetzt werden.
Bei guten Wachstumsbedingungen wächst die Pflanze recht schnell. Wird sie zu groß, kann sie einfach auf die gewünschte Größe zurückgeschnitten werden. Nach ca. 1–2 Wochen bilden sich seitlich der abgeschnittenen Stellen neue Triebe aus.

## Verwendung
Die Samen sind im Rohzustand für Ratten giftig, werden aber von Menschen roh, geröstet oder gekocht konsumiert.
Junge Blüten und Blätter werden als Gemüse genutzt.